# Stibaena hostilis
Stibaena hostilis là một loài bướm đêm trong họ Noctuidae. Loài này được Walker miêu tả khoa học lần đầu tiên năm 1814.